# Колобраро
Колобраро (итал. Colobraro) — коммуна в Италии, расположена в регионе Базиликата, подчиняется административному центру Матера. Город расположен на высоком холме, возвышающемся над долиной реки Синни, недалеко от города Вальсинни. Колобраро размещается приблизительно в 390 км на юго-восток от Рима, 60 км на юг от Матеры.
В Колобраро проживает 1535 человек. Город занимает площадь 65 км². Плотность населения составляет 24 чел./км². Почтовый индекс — 75021. Телефонный код — 0835.
Покровителем коммуны почитается святитель Николай Мирликийский, чудотворец, празднование 7 мая.